# Ambt Montfort (gemeente)
Ambt Montfort (uitspraakⓘ) is een voormalige gemeente in de Nederlandse provincie Limburg. De gemeente telde rond haar opheffing 10.919 inwoners (1 november 2006, bron: CBS) en had een oppervlakte van 44,15 km² (waarvan 0,15 km² water).

## Kernen van de voormalige gemeente
Ten tijde van haar opheffing bestond de gemeente uit de volgende kernen:
- Montfort
- Posterholt, met Borg, Holst en Voorst
- Sint Odiliënberg, met Lerop, Paarlo en Reutje

Het gemeentehuis bevond zich te Sint Odiliënberg.

## Geschiedenis
Ambt Montfort is ontstaan in 1991 als samenvoeging van de gemeenten Montfort, Posterholt en Sint Odiliënberg. Aanvankelijk droeg de gemeente de naam Posterholt, in 1994 volgde de hernoeming tot Ambt Montfort, naar het historische drostambt dat van 1277 tot 1794 bestaan heeft.

## Herindeling Ambt Montfort
Op 1 januari 2007 zijn de toenmalige gemeenten Ambt Montfort en Roerdalen gefuseerd tot één nieuwe gemeente met de naam Roerdalen. Per 1 januari 2007 werd Rob Persoon waarnemend burgemeester van deze nieuwe gemeente.

## Stedenband
- Bad Endbach (Duitsland)